# Inzaai

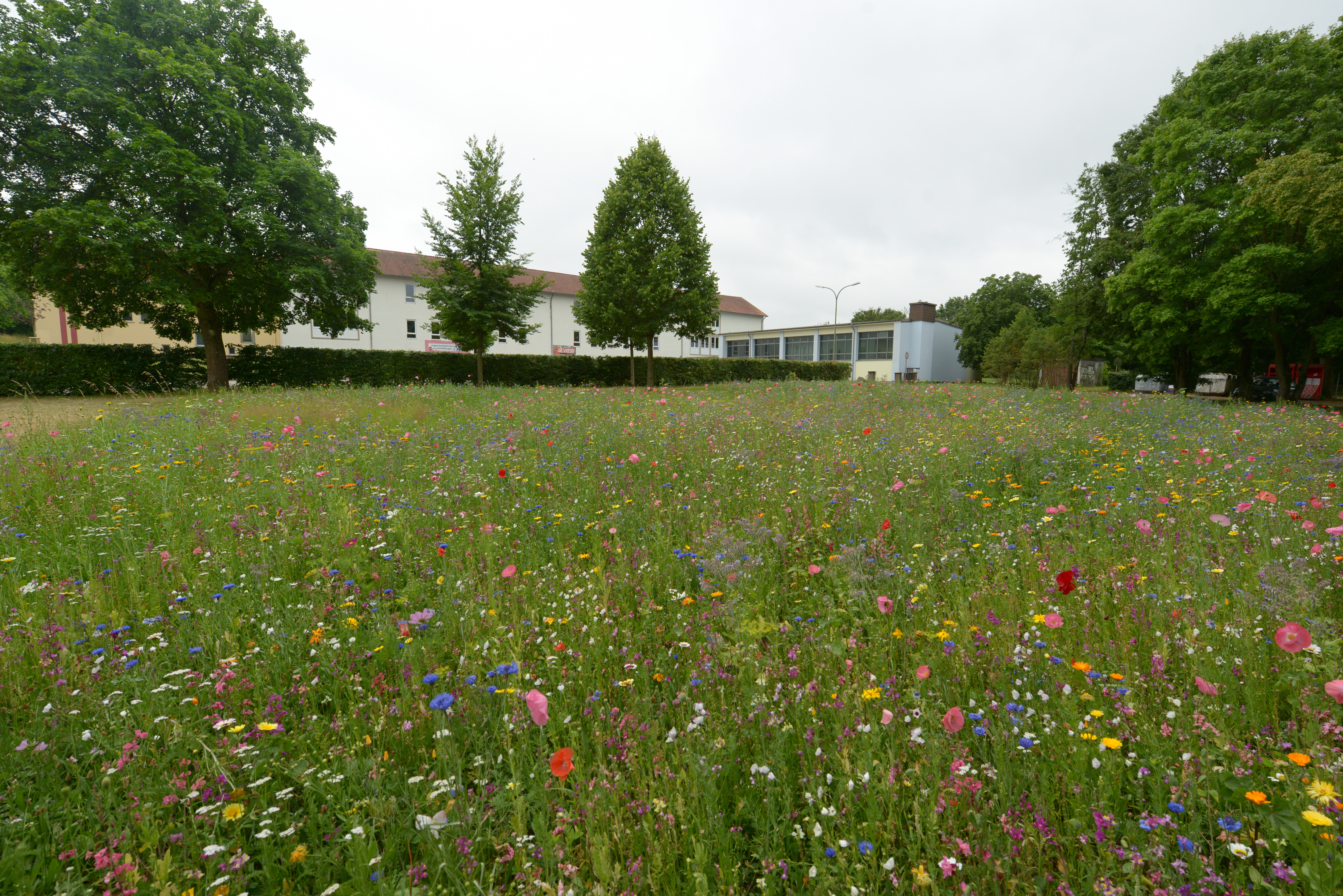
Inzaai met uitheemse eenjarigen in Duitsland.

Met inzaai wordt een begroeiing bedoeld die (door de mens) opzettelijk en ter plaatse is gezaaid. Hierbij kan men denken aan gewassen op akkers, percelen met groenbemesting en intensieve productiegraslanden. Vaak behoren ook faunaranden, gazons (vooral bermgazons) en pluktuinen tot inzaai.
Inzaai in siertuinen, gemeenteplantsoenen en bermen levert slechts zelden duurzame begroeiingen op. Dat komt meestal doordat de soorten die worden gezaaid alleen standhouden als het milieu aan hun standplaatseisen voldoen en die standplaatseisen ook behoud.

## Verschil met vegetatie en aanplant
Soms wordt inzaai verward met vegetatie en/of aanplant. Bovendien kunnen deze begroeiingen ook door elkaar heen groeien. Bij aanplant is gekiemd plantmateriaal opzettelijk door de mens op een bepaalde plek aangebracht; bij inzaai is het als zaad opzettelijk door de mens gezaaid en dus niet verplaatst. Van vegetatie verschilt inzaai (alsmede aanplant) doordat de begroeiing zich spontaan heeft gevestigd (en dus niet is aangebracht door de mens). In een graanakker bijvoorbeeld, behoort het graan tot de inzaai, en de daarbij spontaan opkomende planten – de (akker)onkruiden – behoren tot de vegetatie.

## Inzaai als bedreiging voor de biodiversiteit

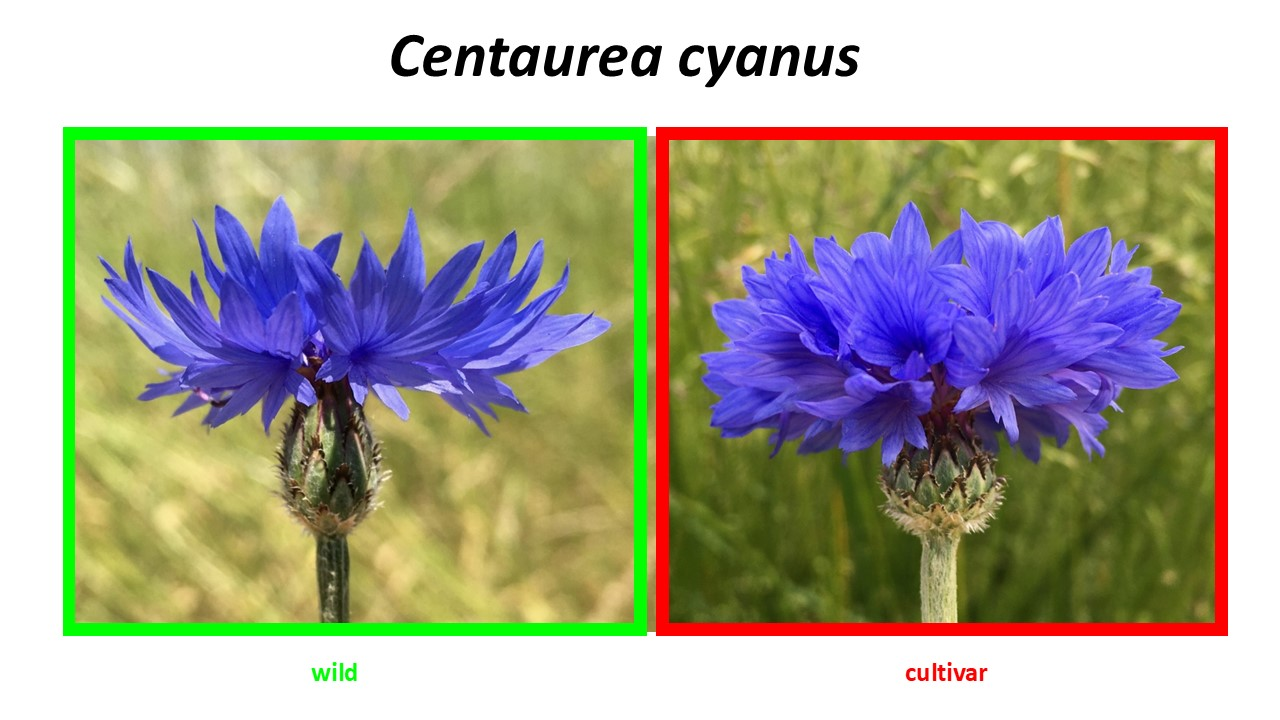
De bloemen van wilde korenbloem (links) produceren veel nectar voor insecten. Cultivars daarvan (rechts), die zeer vaak worden ingezaaid, hebben veelal een opgeblazen, dubbele bloemkroon en bevatten nauwelijks nectar.

In de meeste gevallen gaat het bij inzaai om gecultiveerd, uitheems en/of gebiedsvreemd zaad (in plaats van natuurlijk, inheems en autochtoon zaad). Dit gebeurt op zowel de grotere als de kleinere schaal. De ecologische waarde van gecultiveerd, uitheems en/of gebiedsvreemd zaad is zeer laag en veelal zelfs schadelijk voor de plaatselijke ecologie, in het bijzonder voor insecten. In alle opzichten zijn wilde planten (die vaak 'onkruid' worden genoemd) beter voor het insectenleven dan de sierplanten die men inzaait.
Een ander negatief aspect is dat wanneer gecultiveerde, uitheemse of gebiedsvreemde inzaai gaat verwilderen of gaat hybridiseren met de plaatselijke inheemse vegetatie, het plaatselijke ecosysteem hier last van ondervindt.
Wanneer inzaai van nectarbloemrijke soorten plaatsvindt die resistent zijn tegen pesticiden, bijvoorbeeld langs akkerranden van intensief gebruikte akkers, dan krijgen de insecten de pesticiden binnen door de bloemen te bezoeken.